# Sextus Quinctilius Varus (questeur)
Pour les articles homonymes, voir Sextus Quinctilius Varus (consul en -453).
Sextus Quinctilius Varus (mort en 42 av. J.-C.) est un questeur romain.

## Biographie
Issu d'une famille patricienne et lié au parti républicain, il est fils du senateur Sextus Quinctilius Varus.
Il est questeur en -49. Son rôle dans l'assassinat de Jules César reste obscur. Il se suicida après la bataille de Philippes en 42 av. J.-C. qui vit la défaite des républicains Brutus et Cassius face aux triumvirs Octave et Antoine.

## Famille
Il est marié avec Claudia, fille de Gaius Claudius Marcellus Minor et de sa première femme. De cette union, on lui connait quatre enfants :
- Publius Quinctilius Varus (vers -46 – Octobre 9), consul en -13.
- Quinctilia Varulla (vers -45 – ?), épouse de Lucius Nonius Asprenas.
- Quinctilia Vara (vers -45 – ?), épouse de Publius Cornelius Dolabella, consul suffect en -35.
- Quinctilia Varilla (vers -43 – ?), épouse de Sextus Appuleius, consul en -29.